# Список об'єктів мистецтва палеоліту
Список об'єктів мисте́цтва палеоліту (англ. List of Stone Age art)  — неповний перелік робіт живописців, скульпторів та інших художників, які створили те, що сьогодні називають доісторичним мистецтвом. Повніші списки у Категорії: Доісторичне мистецтво та підкатегорях.

## Датування
Встановлення віку наскельних малюнків пов'язане з певними труднощами. У зв'язку з тим, що печери і скелі, на яких знаходяться наскельні малюнки, піддавалися впливу ерозії протягом багатьох століть, метод радіовуглецевого аналізу часто виявляється ненадійним і дає помилкові результати. Більш надійними є методи аналізу частинок барвників, з яких складаються малюнки. Також вік малюнків можливо приблизно визначити, якщо на них зображені тварини, що жили в місцевості знаходження малюнка в минулому, наприклад, за часів останнього льодовикового періоду.

## Палеолітичні пам'ятки Європи
Давня кам'яна доба Європи розділена на дві частини:
- ранній палеоліт — 2,000,000-35,000 років до н. е. — з часів датування знахідки Homo habilisдо часів зникнення неондертальців
- пізній палеоліт — 40,000-10,000 років до н. е. — з часу появи кроманьйонців до початку металургійної бронзової доби

## Німеччина
Одні з найдавніших творів мистецтва були знайдені в Швабских Альбах, Баден-Вюртемберг, Німеччина. Фігурка венери, відома як Венера з Холе-Фельс датується близько 40 000 л. т.
35 000 — 40 000-річний адорант з печери Гейсенкльостерле. — це фрагмент мамонтової кістки із зображенням фігури людини, знайденим в печері поблизу Blaubeuren, Німеччина.

## Португалія
Перші малюнки, що з'явилися в долині Коа, датуються між 22–20 000 роками до н. е., складаються із зооморфних зображень природи.

## Іспанія

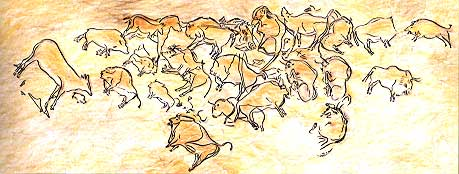

В 2018 році археологи дізнались про зразки неандертальської творчості в трьох іспанських печерах: Ла Пасьєга — 51,6-79,7 тис. л.т., Ардалес — 32,4-68,1 тис. л.т. та Мальтравієсо — 41,7-70,1 тис. л.т.

## Франція
Маска ла Рош-Котар, відома також як «мустьєрська протофігура», — це артефакт, датований мустьєрським періодом, 33 000 років тому чи раніше, знайдений у 1975 році в печері Ла Рош-Котар, територія комуни Ланже (Ендру і Луара), на березі річки Луари.
Артефакт, можливо створений неандертальцями, є шматком плоского кременю, сформованим таким чином, що здається схожим на верхню частину обличчя. Шматок кістки, просунутий через отвір у камені, трактується як зображення очей.
Одну з найважливіших палеолітичних пам'яток за кількістю, якістю і збереженням наскельних зображень, печеру Ласко, іноді називають «Сікстинською капелою первісного живопису». Живописні та гравійовані малюнки, що знаходяться там, не мають точного датування: вони з'явилися приблизно в 18-15 тисячолітті л.т.
Живопис у гроті Фон-де-Гом належить до найкращих зразків печерного мистецтва. Численні зображення бізонів, диких коней, мамонтів, північних оленів та інших тварин виконані в різній манері від найдавніших лінійних малюнків чорною і червоною фарбою до чудових поліхромних композицій Мадленської епохи (15 000 — 11 000 л.т.)
Одними з видатних творів печерного палеолітичного мистецтва вважаються зображення у Комбарель. На стінах печери виявлено понад 400 зооморфних (олені, леви, мамонти, коні та ін.) і антропоморфних зображень, виконаних здебільшого гравіюванням. У печері вивчена також стоянка епохи верхнього палеоліта. Є 2 радіовуглецеві датування: 13680 і 11380 років тому.
У печері Монтеспан (печера) знайдена виліплена з глини фігура ведмедя без голови (її замінював череп ведмедя, знайдений поблизу від фігури). Цей макет («монтеспанський ведмідь») орієнтовно датується 35-30 тис.л.т. У тій же галереї печери збереглися фрагменти глиняних фігур інших тварин. На стінах печери було виявлено вигравіювані зображення бізонів і коней.
У 2011 році при обвалі ґрунту у печері Труа-Фрер відкрився вхід до зали розміром 60×30 м. Археологи виявили в ньому наскельні малюнки тварин, які доки не піддаються ідентифікації. Окрім цього було виявлено велику кількість людських черепів дивної, дуже сильно витягнутої форми

## Норвегія
Найдревніші петрогліфи в районі Альти датуються приблизно 4200 л.т., інші — приблизно 500 р. до н. е., хоча деякі дослідники вважають, що наскельні малюнки могли з'являтися тут і навіть пізніше 500 року н. е. Широке різноманіття малюнків говорить про культури мисливців-збирачів, які вміли управлять стадами оленів, будувати човни і займалися риболовлею, а також практикували обряди шаманізму. Не так багато відомо про культуру, яка робила ці малюнки, хоча науковці припускають, що люди, які зробили ці зображення, були потомками культури Комса.

## Україна
Кам'яна́ Моги́ла — пагорб, що тисячоліттями слугував людям вівтарем для відправлення язичницьких обрядів, містить декілька тисяч унікальних стародавніх наскельних зображень — петрогліфів. Хронологія петрогліфів охоплює величезний період від епохи пізнього палеоліту до середньовіччя (XXIV—XXII тис. до н. е. до X—XIII ст.)

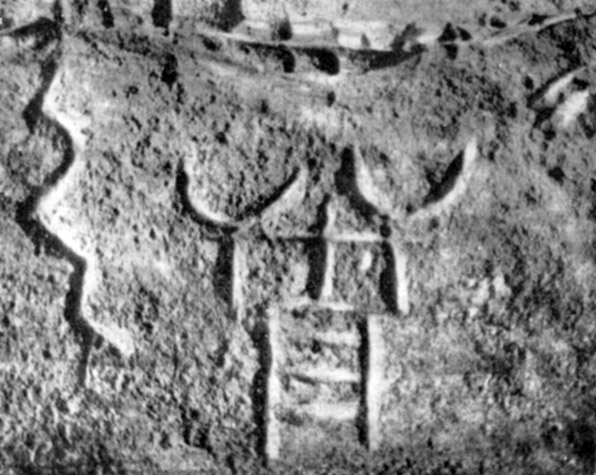
Панель №37/4, фрагмент з упряжкою биків (?)
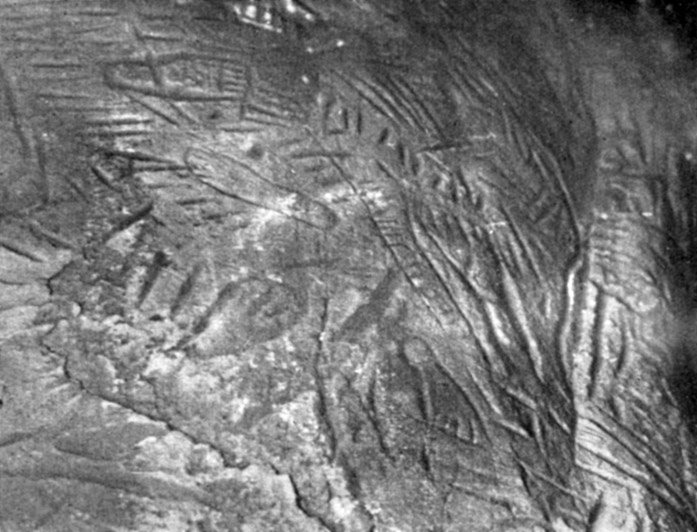
Панель №34а, «Плита слідів»

## Російська Федерація
Всесвітньовідома завдяки наскельним розписам доби палеоліту Капова печера. 1959 року працівник Башкирського заповіднику О. Рюмін, пересуваючись печерою разом із двома місцевими мешканцями, знайшов наскельні малюнки і цим підтвердив наявність на Уралі центру палеолітичної культури. У своїй статті він не приховував захоплення майстерністю давніх виконавців, які зобразили на стінах Капової печери диких коней, турів, мамутів, носорогів. Це відкриття стало сенсацією у світовій археології. Окрім суто наукового значення воно на той час мало і певне ідеологічне підґрунтя, оскільки до цього всі палеолітичні розписи знаходили в країнах Західної Європи, що трактувалось як вищість європейської культури. Знахідка малюнків у Каповій печері дала змогу СРСР заявити про відкриття нового центру прадавньої цивілізації.

Зображення мамута в Каповій печері. Фото з книги Лева Любимова «Мистецтво Давнього світу».
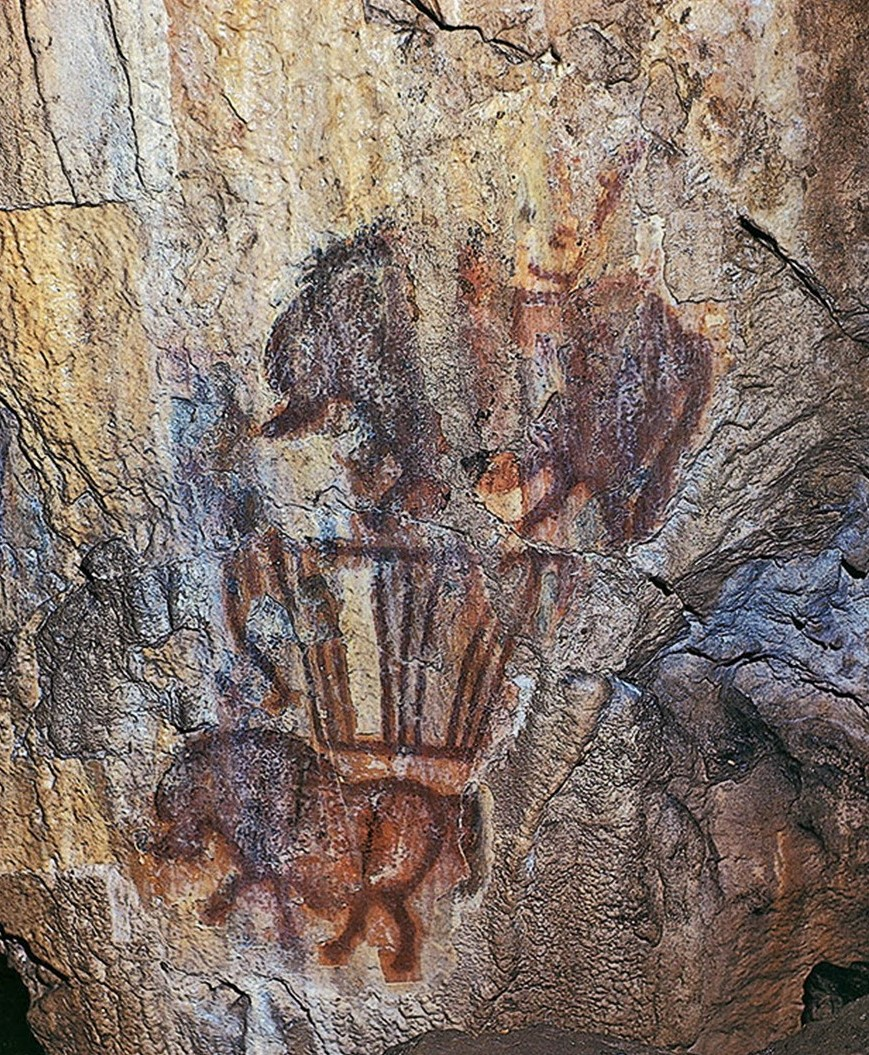
Зображення диких коней

## Японія
Японський палеоліт унікальний тим, що включає в себе один із найдавніших відомих наборів шліфованого каменю та шліфованих кам'яних знарядь у світі, хоча в Австралії були виявлені більш старі шліфовані кам'яні знаряддя.  Інструменти, датовані приблизно 30 000 л.т., — це технологія, пов'язана з рештою світу з початком неоліту близько 10 000 л. т. Невідомо, як такі інструменти були створені так рано в Японії.
Через цю оригінальність японський період палеоліту в Японії не точно відповідає традиційному визначенню палеоліту, заснованого на кам'яній технології (знаряддя колотого каменю). Таким чином, знаряддя японського палеоліту демонструють мезолітичні та неолітичні риси ще в 30 000 л.т.

## Південна Корея
В печері Туробонг у Південній Кореї, що містить людські останки, знайдено різьблені кістки оленів та зображення оленів 40 000 річної давнини.  Петрогліфи оленів або північних оленів, знайдені в Сокчанг-рі, також можуть датуватися верхнім палеолітом.

## Австралазія
Найстаріший в Австралії наскальним малюнком вугіллям на фрагменті скелі знайдений під час розкопок печери Габарнмунг у південно-західній землі Арнем на Північній території. Датується 28 000 роками, це одне з найдавніших відомих творів наскального мистецтва на Землі з підтвердженою датою.
Наскальні малюнки Гвіон Гвіон (Австралія) — це майже мільйон картин, людські фігури прикрашені аксесуарами (сумки, пензлики та головні убори).  Цим творам мистецтва понад 20 000 років.
Сіднейські наскальні гравюри — це майже 1500 творів наскального мистецтва аборигенів віком від 5000 до 7000 років.

## Малайзія
- Файл:NiahZivopis.jpg

Наскельний живопис в печері Ніах.

## Індонезія
Діагональні царапини акулячим зубом на яванскій раковині віком 300 000 л.т., на думку вчених, були свідомо нанесені людиною прямоходячою.
Можливі датування із ще двох печер східного Калімантану: малюнок тварини з Ліанг Карім — 82,6 тис.л.т. та відбиток руки з Ліанг Тевет — 103,3 тис.л.т.
Найцікавіші і найдавніші датування були отримані для зображень у вапняковій печері Лубанг Джеріджі Салех. Для одгого відбитка руки максимальний вік виявився 20,9 тис.л.т., що близько до віку більшості зображень Альтаміри (22,1 тис.л.т.). Червоно-оранжеві відбитки рук мінімально датовані 37,2 тис.л.т. Це давніше, ніж найстаріші «ключоподібні символи» Альтаміри (36,2 тис.л.т.) і розписи Шове (32 тис.л.т.).
В іспанській Ель Кастільйо шар поверх червоного негативного відбитку руки під малюнком жовтого бізона датується 37,6 тис.л.т., але і на це є що відповісти калімантанскім малярам. Найсенсаційніші цифри в Лубанг Джером Салех — мінімальні 39,4 і 40,0 тис.л.т. для кальциту з задньої частини фігури бика. Поруч є ще дві чудові корови і безліч відбитків рук. Для одного з них вдалося отримати і найбільшу датування — 51,8 тис.л.т.
Тільки іспанські неандертальці і, можливо, стародавні намібійці з Аполло 11 вміли малювати раніше, та й в Ель Кастільйо є невиразний червоний диск з датою 41,4 тис.л.т. А ось в Лубанг Джером Салех цілком виражені зображення бантенгів (місцевих диких корів), що й нині живуть на острові, хоча знаходяться на межі знищення.
В карстових печерах Марозі та Панпепе (острів Сулавесі, Індонезія) виявлено найдавніший первісний малюнок — зображення бородавчатої свині, ймовірна дата зображення 45 500 років (станом на січень 2021 рік).

## Великий Близький Схід
До мистецтва нижнього палеоліту відносять «Венеру з Тан-Тана» та « Венеру з Берехат-Рама». Обидва артефакти є антропоморфним камінням з гірської породи туф, що мають випадкову схожість з людською формою, але деякі вчені припускають, що існують сліди пігментів або різьблення для подальшого виокремлення людської форми.
Близькосхідні артефакти верхнього палеоліту у вигляді настінних різьбленнь із зображеннями символічних форм та тварин (28 000 л.т.), наявні в печерах Хайонім, що у Верхній Галілеї, Ізраїль. Вони вважаються першим предметом мистецтва, знайденим у контексті верхнього палеоліту Леванту.
Петрогліфи Північної Африки, наприклад у Тассілін-Адджер, Алжир, датуються 12 000-10 000 роками.

## Туреччина
Мегалітичні храми Гебеклі-Тепе являють собою найдавніші культові споруди. Їх будівництво розпочалося ще у мезоліті та тривало кілька тисяч років.
Колони храмів прикрашені різьбленням по каменю у вигляді тварин і абстрактних піктограм. Вони не можуть бути писемністю, але відображають загальновживані сакральні символи своєї культури, відомі і для інших неолітичних культур. Серед відомих зображень — леви, бики, кабани, лисиці, газелі, змії й інші рептилії, комахи, павукоподібні, птахи, найчастіше грифи і водоплавні.

## Азербайджан
На базальтових скелях Гямигаї, утворених внаслідок природного геологічного процесу, знайдено близько 1500 вибитих, видряпаних і висічених наскельних малюнків із зображеннями оленів, козлів, биків, собак, змій, птахів, фантастичних істот, а також людей, возів і різних знаків та символів. Серед зображень зустрічаються і хаотично намальовані зображення людей, що танцюють.
Малюнки Гобустана вибиті і видряпані на скелях у період від раннього неоліту до середньовіччя. Їх налічується більше 6000, серед яких є малюнки, вік яких не менше 25 тисяч років.

## пустеля Сахара
Наскельне мистецтво Сахари — серія доісторичних малюнків, вибитих або намальованих на природних скелях у центральній частині пустелі Сахара. Усього налічується близько 3000 таких пам'ятнок, від масиву Тібесті до Ахаггарських гір.

## Намібія
Окрім семи сіро-коричневих кварцитових художніх плит, датованих 27 500–22 500 рокіами, у печері Аполло 11 було знайдено кілька біло-червоних картин. Тематика живопису варіювалась від простих геометричних візерунків до зображень бджіл.
Також вчені знайшли гравюри на березі русла річки, розташованого в 150 м від печери. Гравюри складалися із зображень тварин, а також простих геометричних візерунків.

## Південна Африка
У 2002 році в печері Бломбос (Південна Африка), було виявлено артефакти гравійованої охри, з намальованими сітками або хрестоподібними візерунками, датовані приблизно 70 000 л. т.

## Американські палеолітичні пам'ятки
Наскальне мистецтво найдавніших жителями регіону Амазонки, датується між 11 800 та 12 600 роками. Серед зображених тварин присутні деякілька вимерліх видів, таких як мастодонти та гігантські лінивці.
Serra do Paituna
У листопаді 2012 року дослідники знайшли в нижній частині Parque Estadual Monte Alegre (державний парк у штаті Пара, Бразилія), 19 місць із наскальними малюнками та керамічними виробами.
Serrania de la Lindosa

Serra da Capivara

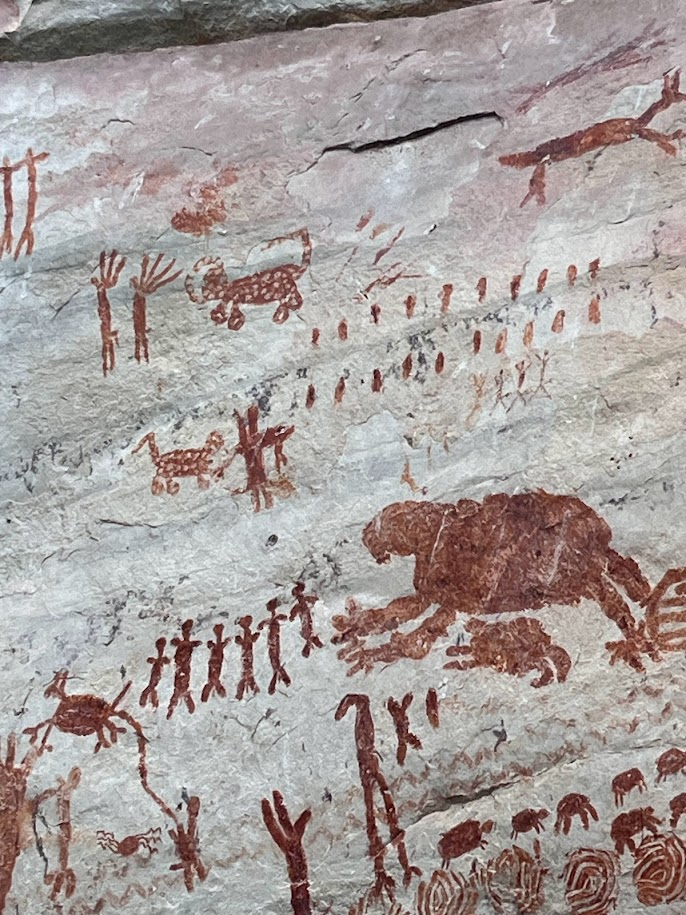
Фото частини скелі із зображеннями різних тварин і людських фігур

Найвідоміша ділянка парку, Педра-Фурада містить найстаріші залишки людської діяльності на континенті, та значно змінила уявлення про заселення Америки людиною. 
Toquepala
У печерах Токепала зображені сцен полювання віком 11530 років і вважаються найстарішими слідами перебування людини в Перу.